# James Nesbitt

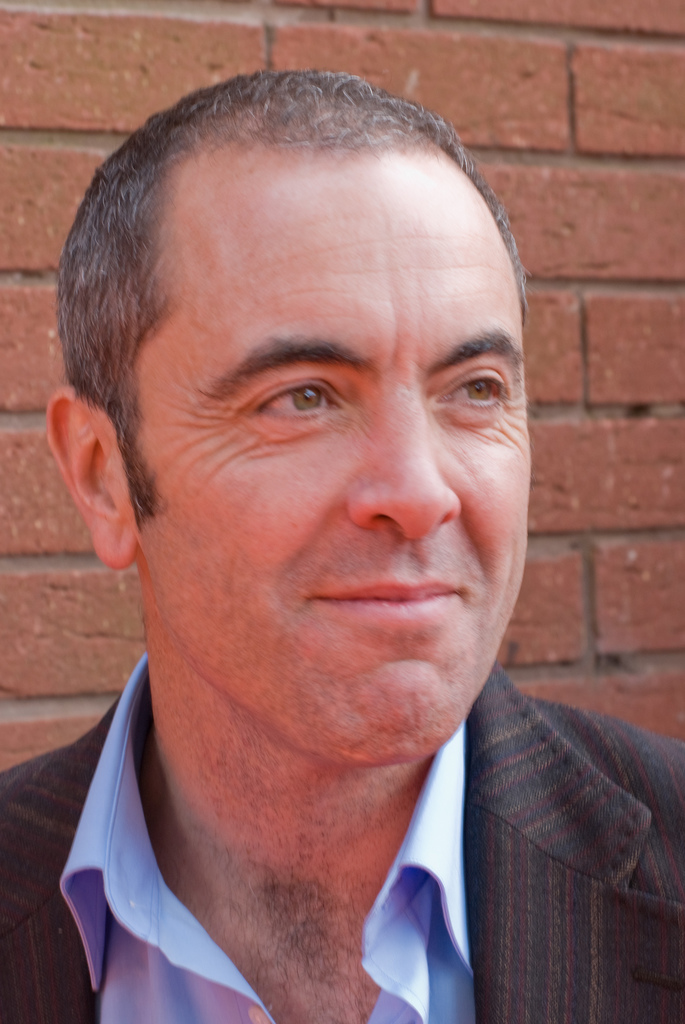
Nesbitt im Juli 2008

James Nesbitt  OBE (* 15. Januar 1965 in Ballymena, County Antrim, Nordirland) ist ein britisch-irischer Schauspieler.

## Leben

### Kindheit und Ausbildung
James Nesbitt wurde am 15. Januar 1965 in Ballymena, Nordirland geboren. Sein Vater James „Jim“ Nesbitt war Schulleiter einer Grundschule bei Broughshane, seine Mutter May war Beamtin. Jim und May hatten bereits drei Töchter, Margaret, Kathryn und Andrea. Er wollte ursprünglich Fußballspieler bei Manchester United oder wie sein Vater Lehrer werden. Als Nesbitt elf Jahre alt war, zog die Familie nach Coleraine, County Londonderry, wo er erste Auftritte als Schauspieler hatte und später Equity, der britischen Schauspielergewerkschaft beitrat.
Mit 18 begann er Französisch an der Universität von Ulster zu studieren, brach das Studium aber nach einem Jahr ab. Auf Anraten seines Vaters zog er nach London, um an der Central School of Speech and Drama Schauspiel zu studieren und beendete sein Studium 1987.

### Schauspielkarriere
Die britische Comedyserie Cold Feet war sein Durchbruch in Großbritannien. Er gewann für die Rolle unter anderem 2000 einen British Comedy Award als „Best TV Comedy Actor“ und 2003 den britischen National Television Award für die „Most Popular Comedy Performance“. Die Serie lief von 1997 bis 2003.
Danach folgte der Fernsehfilm Bloody Sunday, der auch in Deutschland ausgestrahlt wurde und für den er den Goldenen Bär auf der Berlinale 2002 und einen British Independent Film Award erhielt.
Seine Doppelrolle von Jekyll und Hyde in der britischen Serie Jekyll brachte ihm 2008 eine Golden Globe Award Nominierung ein. Im selben Jahr spielte er in der Religions-Drama-Serie Das Leiden Christi die Rolle des Pontius Pilatus.
2009 spielte er in Oliver Hirschbiegels Fernsehfilm Five Minutes of Heaven neben Liam Neeson die Hauptrolle des Joe Griffin. In Peter Jacksons Verfilmung des Tolkien-Romans Der Hobbit spielte Nesbitt den Zwerg Bofur.

### Persönliches
Nesbitt war von 1994 bis 2013 mit Sonia Forbes-Adam verheiratet. Die beiden hatten sich 1989 während einer Aufführung von Hamlet in Loughborough Hall kennengelernt. Das Paar hat zwei gemeinsame Töchter, Peggy und Mary, die in der Hobbit-Trilogie die Rollen der Sigrid und Tilda übernommen haben.
Im Jahre 2010 wurde Nesbitt zum neuen Kanzler der University of Ulster ernannt. Er ist Fußball-Fan und Anhänger der Vereine Coleraine FC und Manchester United.
2016 wurde Nesbitt von Königin Elisabeth II. der Order of the British Empire (OBE) verliehen.

## Filmografie (Auswahl)
- 1991: Hear My Song
- 1995: Go Now! Jetzt erst recht (Go Now)
- 1996: Herzen in Aufruhr (Jude)
- 1997: Welcome to Sarajevo
- 1997–2003, 2016–2020: Cold Feet (Fernsehserie)
- 1998: Lang lebe Ned Devine! (Waking Ned Devine)
- 2000: Wild About Harry
- 2001: Lucky Break – Rein oder raus (Lucky Break)
- 2001–2007: Murphy’s Law (Fernsehserie)
- 2002: Bloody Sunday (Fernsehfilm)
- 2003: The Canterbury Tales (Fernsehreihe)
- 2004: Wall of Silence (Fernsehfilm)
- 2004: Millions
- 2005: Match Point
- 2008: Jekyll (Miniserie)
- 2008: Das Leiden Christi (The Passion, Miniserie)
- 2008: Midnight Man (Fernsehdreiteiler)
- 2009: Five Minutes of Heaven (Fernsehfilm)
- 2009: Die Besatzer (Occupation, Fernsehdreiteiler)
- 2010: Dein Weg (The Way)
- 2010: Hoffnungslos glücklich – Jeder Tag ist ein Geschenk (Matching Jack)
- 2010: Outcast
- 2011: Coriolanus
- 2011–2012: Dr. Monroe (Monroe, Fernsehserie)
- 2012: Der Hobbit: Eine unerwartete Reise (The Hobbit: An Unexpected Journey)
- 2013: Der Hobbit: Smaugs Einöde (The Hobbit: The Desolation of Smaug)
- 2014: Der Hobbit: Die Schlacht der Fünf Heere (The Hobbit: The Battle of the Five Armies)
- 2014: The Missing (Fernsehserie, 8 Episoden)
- 2016: The Secret (Mini-Serie, 4 Episoden)
- 2016–2018: Stan Lee’s Lucky Man (Fernsehserie)
- 2021: Wer einmal lügt (Stay Close, Fernsehserie, 8 Episoden)
- 2021: Line of Duty (Fernsehserie, 2 Episoden)
- seit 2021: Bloodlands – Die Goliath-Morde (Bloodlands, Fernsehserie, 4 Episoden)
- 2022: Suspect (Fernsehserie)